# Икша
Икша (на руски: Икша) е селище от градски тип (от 1939 г.) в Дмитровски район, Московска област, Русия. Населението му през 2017 година е 4070 души.

## География

### Разположение
Икша е разположено в централната част на Европейска Русия, на брега на канал „Москва“.

### Климат
Климатът на Икша е умереноконтинентален (Dfb по Кьопен) с горещо и сравнително влажно лято и дълга студена зима.

## История
Селището е основано през 1889 г.